# Gastrimargus subfasciatus
Gastrimargus subfasciatus is een rechtvleugelig insect uit de familie veldsprinkhanen (Acrididae). De wetenschappelijke naam van deze soort is voor het eerst geldig gepubliceerd in 1842 door Haan.